# Ko Byung-wook
Ko Byung-wook (kor. 고병욱, ur. 24 stycznia 1990) – południowokoreański łyżwiarz szybki, brązowy medalista mistrzostw świata.

## Kariera
Po raz pierwszy na arenie międzynarodowej Ko Byung-wook pojawił się podczas mistrzostw świata juniorów w Changchun w 2008 roku, gdzie był dziewiąty w biegu drużynowym, a w wieloboju zajął 37. miejsce. W zawodach Pucharu Świata zadebiutował 10 listopada 2007 roku w Salt Lake City, zajmując 25. miejsce w grupie B na 5000 m. Pierwsze pucharowe podium wywalczył 4 grudnia 2011 roku w Heerenveen, gdzie wspólnie z kolegami z reprezentacji zajął drugie miejsce w biegu drużynowym. W kolejnych latach reprezentacja Korei południowej z Ko Byung-wookiem w składzie wielokrotnie stawała na podium, w tym 12 grudnia 2014 roku w Heerenveen zajęła pierwsze miejsce. W indywidualnych startach nigdy jednak nie znalazł się w czołowej dziesiątce. W 2012 roku wystąpił na dystansowych mistrzostwach świata w Heerenveen wspólnie z Lee Seung-hoonem i Joo Hyong-junem zajął siódme miejsce w biegu drużynowym. Podczas dystansowych mistrzostw świata w Heerenveen w 2015 roku wspólnie z Lee Seung-hoonem i Kim Cheol-minem zajął trzecie miejsce w sztafecie.